# Microserica neglecta
Microserica neglecta är en skalbaggsart som beskrevs av Moser 1915. Microserica neglecta ingår i släktet Microserica och familjen Melolonthidae. Inga underarter finns listade i Catalogue of Life.